# 黄金の輪ホテル

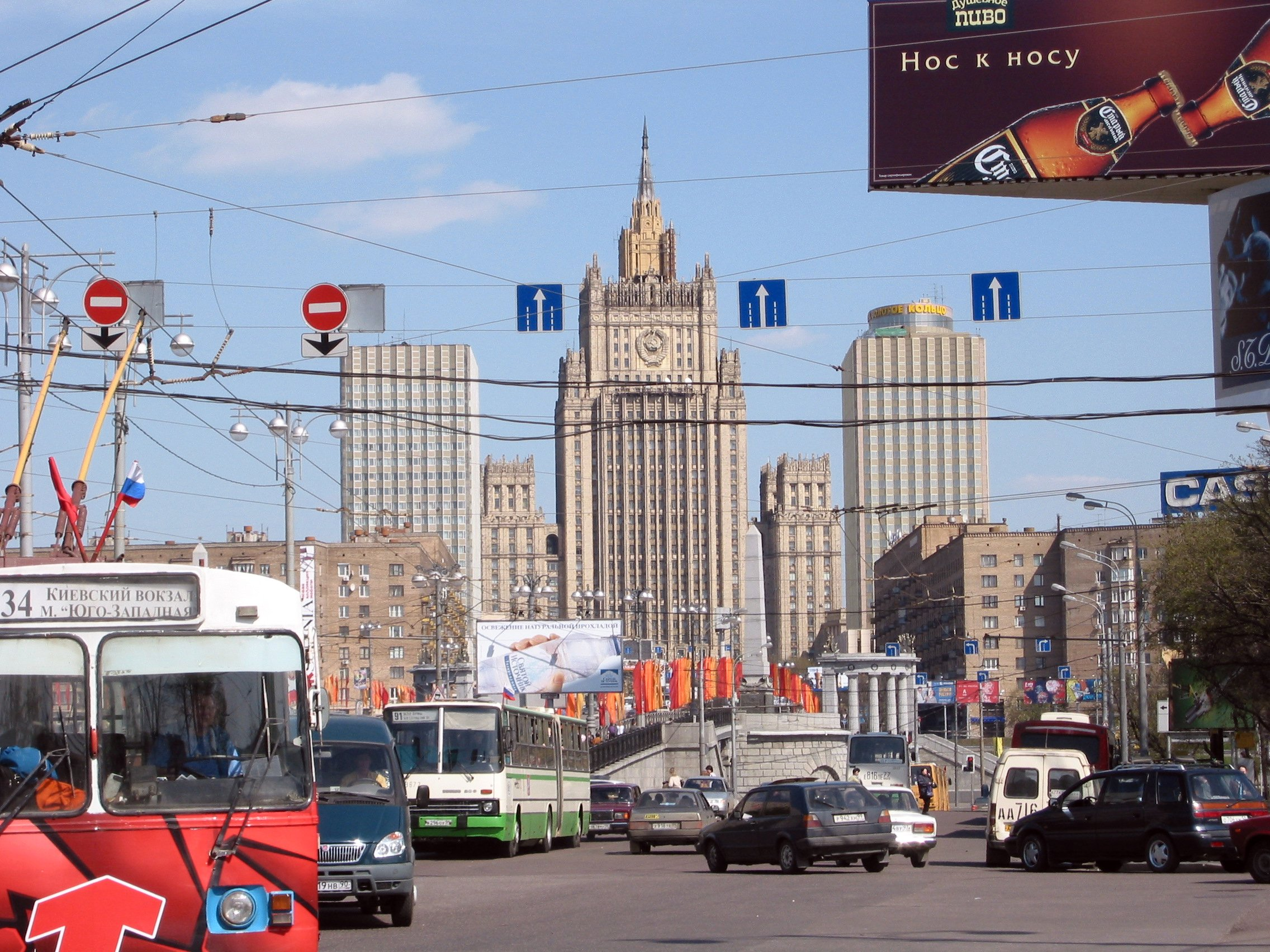
右から黄金の輪ホテル、中央がロシア外務省。左にホテル・ベルグラード。外務省を中心に高層建築のアンサンブルを形成している。

黄金の輪ホテル（ホテル「黄金の輪」、ロシア語:Гостиница Золотое Кольцо、ゴスチニツァ・ザラトエ・コリツォー、英語:Golden Ring Hotel、ゴールデンリングホテル）は、ロシアの首都モスクワにあるホテルである。モスクワ市内スモレンスク広場の南側に建ち、ホテル・ベルグラードとともにスターリン様式（スターリン・ゴシック様式）のロシア外務省ビルに対して凱旋門のような景観を形成している。
モスクワ市内のホテルでも五つ星にランクされる（但し、欧米の同ランクのホテルと比較すると若干、見劣りはする）。1970年ホテル・ベルグラード（ベルグラードホテル、ベオグラードホテル）として当時、優れた建築技術を持っているとされたユーゴスラビアによって建設された。当初は2つのタワービル双方でホテル・ベルグラードであり、ソ連の旅行代理店インツーリストIntouristによってロシア観光に訪れた海外旅行者（その大部分が旧東欧諸国の人々）を受け入れるのに使用された。
ソ連崩壊後、1991年以降は、ロシア連邦大統領府に付属するホテルチェーンの一館として再出発した。1998年にリニューアルされ、モスクワ市内でも有数のラグジュアリーなシティホテルに変貌した。全室270室。内、スタンダード77室、ダブル112室、スイート81室である。また最上階には楕円形をした展望レストランがあり、外観上の特徴をなしている。